# گابریل آیوازیان
گابریل آیوازیان (ارمنی: Գաբրիել Հայվազյան) اسقف اعظم، دانشمند، و مورخ اهل ارمنستان بود. وی برادر ایوان آیوازوفسکی (آیوازیان) نقاش معروف سده ۱۹ میلادی بود.
وی در شهر فئودوسیا در شبه جزیره کریمه در یک خانواده تاجر ارمنی به دنیا آمد. آیوازیان تحصیلات علمی خویش را در کالج موراد-رافائلیان واقع در صومعه ارمنی جزیره سن لازار ونیز کسب نمود. وی زبان‌های شرقی تدریس می‌نمود.

## کتابشناسی
- "History of the Ottoman State" (همچنین به زبان ارمنی، ۲ جلد، ونیز، ۱۸۴۱).
- "Essay on the History of Russia" (به زبان ارمنی، ونیز، ۱۸۳۶)